# Esqui alpino nos Jogos Paralímpicos de Inverno de 2018 - Slalom masculino
As provas de slalom masculino do esqui alpino nos Jogos Paralímpicos de Inverno de 2018 foram disputadas no Centro Alpino Jeongseon, localizado em Bukpyeong-myeon, Jeongseon, em 17 de março.

## Medalhistas
| Medalha | Atletas sentados      | Atletas em pé      | Deficientes visuais                             |
| ------- | --------------------- | ------------------ | ----------------------------------------------- |
| Ouro    | CRO Dino Sokolović    | NZL Adam Hall      | ITA Giacomo Bertagnolli / Fabrizio Casal (guia) |
| Prata   | USA Tyler Walker      | FRA Arthur Bauchet | SVK Jakub Krako / Branislav Brozman (guia)      |
| Bronze  | FRA Frédéric François | USA Jamie Stanton  | NPA Valery Redkobuzov / Evgeny Geroev (guia)    |

## Resultados

### Atletas sentados
| Pos. | Bib | Atleta                  | 1ª descida | Pos. | 2º descida | Pos. | Total   | Diferença |
| ---- | --- | ----------------------- | ---------- | ---- | ---------- | ---- | ------- | --------- |
| 01 ! | 61  | CRO Dino Sokolović      | 49.13      | 3    | 50.69      | 3    | 1:39.82 | —         |
| 02 ! | 73  | USA Tyler Walker        | 49.08      | 2    | 51.47      | 6    | 1:40.55 | +0.73     |
| 03 ! | 67  | FRA Frédéric François   | 51.53      | 4    | 50.50      | 1    | 1:42.03 | +2.21     |
| 4    | 68  | JPN Taiki Morii         | 51.55      | 5    | 50.73      | 4    | 1:42.28 | +2.46     |
| 5    | 62  | NOR Jesper Pedersen     | 51.62      | 6    | 50.67      | 2    | 1:42.29 | +2.47     |
| 6    | 72  | POL Igor Sikorski       | 52.25      | 7    | 50.89      | 5    | 1:43.14 | +3.32     |
| 7    | 74  | ITA Renè De Silvestro   | 52.97      | 8    | 52.43      | 8    | 1:45.40 | +5.58     |
| 8    | 65  | AUT Roman Rabl          | 57.43      | 9    | 52.39      | 7    | 1:49.82 | +10.00    |
| 9    | 85  | CHI Nicolás Bisquertt   | 59.39      | 12   | 55.23      | 9    | 1:54.62 | +14.80    |
| 10   | 83  | CAN Alex Cairns         | 59.47      | 13   | 57.47      | 10   | 1:56.94 | +17.12    |
| 11   | 80  | ARG Enrique Plantey     | 59.52      | 14   | 59.59      | 11   | 1:59.11 | +19.29    |
| 12   | 86  | SLO Jernej Slivnik      | 59.26      | 11   | 59.87      | 12   | 1:59.13 | +19.31    |
| 13   | 78  | SUI Murat Pelit         | 1:04.87    | 15   | 1:02.05    | 13   | 2:06.92 | +27.10    |
| 14   | 79  | GER Thomas Nolte        | 59.20      | 10   | 1:10.67    | 14   | 2:09.87 | +30.05    |
| —    | 60  | NED Jeroen Kampschreur  | 48.40      | 1    | DNF        | —    | —       | —         |
| —    | 59  | JPN Takeshi Suzuki      | DNF        | —    | —          | —    | —       | —         |
| —    | 63  | FRA Yohann Taberlet     | DNF        | —    | —          | —    | —       | —         |
| —    | 64  | JPN Akira Kano          | DNF        | —    | —          | —    | —       | —         |
| —    | 66  | USA Jasmin Bambur       | DNF        | —    | —          | —    | —       | —         |
| —    | 69  | CAN Kurt Oatway         | DNF        | —    | —          | —    | —       | —         |
| —    | 70  | NED Niels de Langen     | DNF        | —    | —          | —    | —       | —         |
| —    | 71  | USA Josh Elliott        | DNF        | —    | —          | —    | —       | —         |
| —    | 75  | AUT Markus Gfatterhofer | DNF        | —    | —          | —    | —       | —         |
| —    | 76  | KOR Han Sang-min        | DNF        | —    | —          | —    | —       | —         |
| —    | 77  | AUT Simon Wallner       | DNF        | —    | —          | —    | —       | —         |
| —    | 81  | KOR Lee Chi-won         | DNF        | —    | —          | —    | —       | —         |
| —    | 82  | AUS Mark Soyer          | DNF        | —    | —          | —    | —       | —         |
| —    | 84  | JPN Kenji Natsume       | DNF        | —    | —          | —    | —       | —         |
| —    | 87  | CZE Pavel Bambousek     | DNF        | —    | —          | —    | —       | —         |
| —    | 88  | AUS Sam Tait            | DNF        | —    | —          | —    | —       | —         |
| —    | 89  | CHI Diego Seguel        | DNF        | —    | —          | —    | —       | —         |

### Atletas em pé
| Pos. | Bib | Atleta                       | 1ª descida | Pos. | 2º descida | Pos. | Total   | Diferença |
| ---- | --- | ---------------------------- | ---------- | ---- | ---------- | ---- | ------- | --------- |
| 01 ! | 21  | NZL Adam Hall                | 48.69      | 3    | 47.42      | 1    | 1:36.11 | —         |
| 02 ! | 32  | FRA Arthur Bauchet           | 48.54      | 2    | 47.96      | 2    | 1:36.50 | +0.39     |
| 03 ! | 25  | USA Jamie Stanton            | 48.51      | 1    | 48.86      | 3    | 1:37.37 | +1.26     |
| 4    | 27  | FIN Santeri Kiiveri          | 49.61      | 6    | 50.14      | 4    | 1:39.75 | +3.64     |
| 5    | 26  | USA Thomas Walsh             | 49.33      | 5    | 52.87      | 10   | 1:42.20 | +6.09     |
| 6    | 23  | AUS Mitchell Gourley         | 48.69      | 3    | 53.63      | 12   | 1:42.32 | +6.21     |
| 7    | 29  | SWE Aron Lindström           | 51.72      | 10   | 51.23      | 5    | 1:42.95 | +6.84     |
| 8    | 30  | NPA Alexander Alyabyev       | 50.37      | 7    | 53.15      | 11   | 1:43.52 | +7.41     |
| 9    | 28  | SUI Thomas Pfyl              | 51.47      | 9    | 52.46      | 9    | 1:43.93 | +7.82     |
| 10   | 31  | GBR James Whitley            | 52.61      | 11   | 51.80      | 6    | 1:44.41 | +8.30     |
| 11   | 37  | SVK Martin France            | 53.96      | 13   | 52.27      | 7    | 1:46.23 | +10.12    |
| 12   | 44  | ITA Davide Bendotti          | 53.34      | 12   | 54.14      | 13   | 1:47.48 | +11.37    |
| 13   | 47  | ISL Hilmar Örvarsson         | 58.32      | 17   | 52.27      | 7    | 1:50.59 | +14.48    |
| 14   | 38  | FRA Jordan Broisin           | 56.52      | 15   | 54.14      | 13   | 1:50.66 | +14.55    |
| 15   | 42  | BEL Jasper Balcaen           | 57.89      | 16   | 56.05      | 15   | 1:53.94 | +17.83    |
| 16   | 46  | NPA Alexey Mikushin          | 54.60      | 14   | 1:02.88    | 20   | 1:57.48 | +21.37    |
| 17   | 48  | JPN Kohei Takahashi          | 1:00.06    | 18   | 58.31      | 18   | 1:58.37 | +22.26    |
| 18   | 45  | JPN Gakuta Koike             | 1:01.16    | 20   | 57.47      | 16   | 1:58.63 | +22.52    |
| 19   | 49  | USA Tyler Carter             | 1:02.22    | 21   | 1:01.08    | 19   | 2:03.30 | +27.19    |
| 20   | 50  | AND Roger Puig Davi          | 1:06.68    | 24   | 57.75      | 17   | 2:04.43 | +28.32    |
| 21   | 53  | CZE Miroslav Lidinský        | 1:05.65    | 23   | 1:04.52    | 22   | 2:10.17 | +34.06    |
| 22   | 55  | CRO Lovro Dokić              | 1:07.61    | 25   | 1:03.64    | 21   | 2:11.25 | +35.14    |
| 23   | 56  | NPA Sergey Alexandrov        | 1:08.50    | 26   | 1:07.86    | 23   | 2:16.36 | +40.25    |
| —    | 33  | AUT Martin Würz              | 50.45      | 8    | DNF        | —    | —       | —         |
| —    | 52  | USA Spencer Wood             | 1:00.39    | 19   | DNF        | —    | —       | —         |
| —    | 57  | TUR Mehmet Çekiç             | 1:16.53    | 27   | DNF        | —    | —       | —         |
| —    | 51  | USA Connor Hogan             | 1:02.59    | 22   | DNS        | —    | —       | —         |
| —    | 19  | AUT Thomas Grochar           | DNF        | —    | —          | —    | —       | —         |
| —    | 20  | NPA Alexey Bugaev            | DNF        | —    | —          | —    | —       | —         |
| —    | 22  | NED Jeffrey Stuut            | DNF        | —    | —          | —    | —       | —         |
| —    | 24  | CAN Kirk Schornstein         | DNF        | —    | —          | —    | —       | —         |
| —    | 34  | JPN Hiraku Misawa            | DNF        | —    | —          | —    | —       | —         |
| —    | 35  | SUI Michael Brügger          | DNF        | —    | —          | —    | —       | —         |
| —    | 36  | CAN Braydon Luscombe         | DNF        | —    | —          | —    | —       | —         |
| —    | 39  | SUI Robin Cuche              | DNF        | —    | —          | —    | —       | —         |
| —    | 40  | AUT Nico Pajantschitsch      | DNF        | —    | —          | —    | —       | —         |
| —    | 41  | AUS Jonty O'Callaghan        | DNF        | —    | —          | —    | —       | —         |
| —    | 43  | CAN Alexis Guimond           | DNF        | —    | —          | —    | —       | —         |
| —    | 54  | CHI Julio Andres Soto Ugalde | DNF        | —    | —          | —    | —       | —         |
| —    | 58  | CHI Santiago Vega            | DNF        | —    | —          | —    | —       | —         |

### Deficientes visuais
| Pos. | Bib | Atleta                                              | País                             | 1ª descida | Pos. | 2ª descida | Pos. | Total   | Diferença |
| ---- | --- | --------------------------------------------------- | -------------------------------- | ---------- | ---- | ---------- | ---- | ------- | --------- |
| 01 ! | 10  | Giacomo Bertagnolli Guia: Fabrizio Casal            | ITA Itália                       | 48.85      | 2    | 47.27      | 1    | 1:36.12 | —         |
| 02 ! | 3   | Jakub Krako Guia: Branislav Brozman                 | SVK Eslováquia                   | 49.07      | 3    | 48.47      | 2    | 1:37.54 | +1.42     |
| 03 ! | 9   | Valery Redkobuzov Guia: Evgeny Geroev               | NPA Atletas Paralímpicos Neutros | 49.10      | 4    | 48.92      | 4    | 1:38.02 | +1.90     |
| 4    | 8   | Mac Marcoux Guia: Jack Leitch                       | CAN Canadá                       | 49.45      | 5    | 48.78      | 3    | 1:38.39 | +2.27     |
| 5    | 2   | Gernot Morgenfurt Guia: Christoph Peter Gmeiner     | AUT Áustria                      | 50.31      | 6    | 51.30      | 5    | 1:41.61 | +5.49     |
| 6    | 4   | Maciej Krężel Guia: Anna Ogarzyńska                 | POL Polônia                      | 52.63      | 7    | 51.50      | 6    | 1:44.13 | +8.01     |
| 7    | 6   | Marek Kubačka Guia: Mária Zaťovičová                | SVK Eslováquia                   | 52.78      | 8    | 55.34      | 7    | 1:48.12 | +12.00    |
| 8    | 16  | Patrik Hetmer Guia: Miroslav Máčala                 | CZE República Checa              | 57.61      | 11   | 59.67      | 9    | 1:57.28 | +21.16    |
| 9    | 14  | Damir Mizdrak Guia: Luka Debeljak                   | CRO Croácia                      | 1:01.72    | 12   | 59.60      | 8    | 2:01.32 | +25.20    |
| —    | 11  | Kevin Burton Guia: Brandon Ashby                    | USA Estados Unidos               | 54.18      | 9    | DNF        | —    | —       | —         |
| —    | 13  | Hwang Min-gyu Guia: Yu Jea-hyung                    | KOR Coreia do Sul                | 55.92      | 10   | DNF        | —    | —       | —         |
| —    | 1   | Miroslav Haraus Guia: Maroš Hudík                   | SVK Eslováquia                   | 47.96      | 1    | DSQ        | —    | —       | —         |
| —    | 5   | Ivan Frantsev Guia: German Agranovskii              | NPA Atletas Paralímpicos Neutros | DNF        | —    | —          | —    | —       | —         |
| —    | 7   | Jon Santacana Maiztegui Guia: Miguel Galindo Garces | ESP Espanha                      | DNF        | —    | —          | —    | —       | —         |
| —    | 12  | Patrick Jensen Guia: Lara Falk                      | AUS Austrália                    | DNF        | —    | —          | —    | —       | —         |
| —    | 15  | Zsolt Balogh Guia: Bence Bocsi                      | HUN Hungria                      | DNF        | —    | —          | —    | —       | —         |
| —    | 17  | Tadeáš Kříž Guia: Radim Nevrlý                      | CZE República Checa              | DNF        | —    | —          | —    | —       | —         |
| —    | 18  | Shaun Pianta Guia: Jeremy O'Sullivan                | AUS Austrália                    | DNF        | —    | —          | —    | —       | —         |

Legenda
| Recorde mundial      | Recorde mundial (World record)               |                       | Recorde africano                      | Recorde africano (African) |                                           | Q | Classificado por posição (Qualified) |
| Recorde paralímpico  | Recorde paralímpico (Paralympic record)      | Recorde da América    | Recorde da América (Americas)         | q                          | Classificado por melhor tempo (Qualified) |   |                                      |
| Melhor marca do ano  | Melhor marca do ano (World leading)          | Recorde asiático      | Recorde asiático (Asian)              | DNS                        | Não largou (Did not start)                |   |                                      |
| Recorde nacional     | Recorde nacional (National record)           | Recorde europeu       | Recorde europeu (European)            | DNF                        | Não terminou (Did not finish)             |   |                                      |
| Recorde pessoal      | Recorde pessoal do atleta (Personal best)    | Recorde da Oceania    | Recorde da Oceania (Oceania)          | DSQ / DQ                   | Desclassificado (Disqualified)            |   |                                      |
| Recorde da temporada | Recorde da temporada do atleta (Season best) | Recorde sul-americano | Recorde sul-americano (South America) | NM                         | Sem marca (No mark)                       |   |                                      |